# Stráňavy
Stráňavy is een Slowaakse gemeente in de regio Žilina, en maakt deel uit van het district Žilina.
Stráňavy telt 1.838 inwoners.